# Крашки регион Агтелек
Крашки регион Агтелек (мађ. Aggteleki-karszt) (према катастарској ознаци малог региона Планине Агтелек) је мали регион Мађарске, који је мађарски део крашког региона Гомор–Торнаји. Назив „карст” односи се на чињеницу да у већем делу планинског венца на површини избијају мање или више крашке стене (различите врсте кречњака), а површински и подземни облици краша су се развили у упадљивом контрасту. Од ових последњих, најспектакуларније и најпознатије су сталактитне пећине. Највеће од њих је Унескоов Комитет за светску баштину у Берлину 6. децембра 1995. прогласио светском баштином. Од неживих природних вредности Мађарске, само ове пећине су уврштене на листу светске баштине.
Већину микрорегиона покрива језгро националног парка Агтелек.

## Локација и границе
Као што увод јасно каже, северна граница микрорегиона је вештачка: то је мађарско-словачка граница. Његова источна граница је доњи део долине Менеш и долине реке Бодва, а њена јужна граница је подножје брда које се простире јужно од доњег тока потока Телекеш. Његова западна граница није јасна: како крашке карбонатне стене прекрива све гушћи млади, кластични седиментни покривач, отворени карст прелази у затворени карст, а затим карстни карактер потпуно нестаје. Неки аутори проширују микрорегион све до долине реке Шајо.
Подрегије у близини Агтелек краса:
- на истоку:
  - Северно од Бодве, Алсохеги је такође део Гомор-Торнаи крша,
  - у великој кривини Бодва у Салонаи карсту (наставак планине Рудабања),
  - између Бодве и Хернад је Черехат;
- југоисток:
  - Планине Рудабања;
- на југозападу:
  - брда Путноки (део брда Хевеш–Боршоди).

## Фотографије
- Пећински извор
- Брдо Естрамош
- Брдо Естрамош
- Извор Лакатош